# Energia eolica in Italia

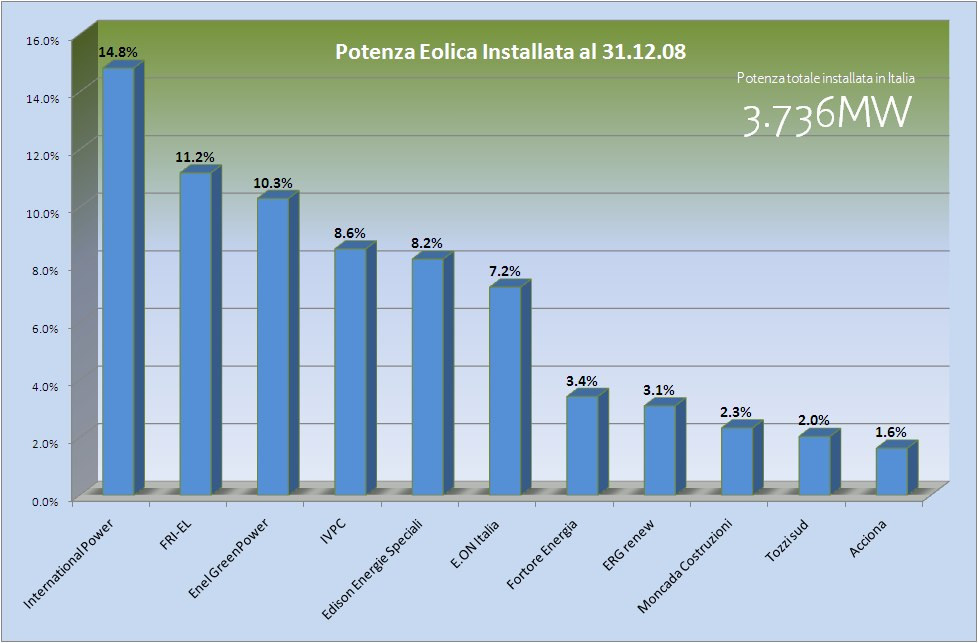
Produttori di energia elettrica da fonte rinnovabile in Italia nel 2008.

Energia eolica in Italia

L'energia eolica in Italia è una fonte di energia rinnovabile in vasta crescita. In Italia, l'energia eolica è pensata tenendo presente sia una produzione centralizzata in impianti da porre in luoghi alti e ventilati, sia un eventuale decentramento energetico, per il quale ogni comune italiano ha impianti di piccola taglia, composti da un numero esiguo di pale (1-3 turbine da 3 o 4 MW) con le quali genera in loco l'energia consumata dagli abitanti.

## La produzione di energia
A fine 2021 in Italia vi era una potenza eolica installata pari a 11,1 GW e, che la collocava al 6º posto a livello europeo.
La produzione nello stesso anno è stata di 20,92 TWh 

## Installazione di un impianto
Il tempo di installazione di un impianto è molto breve; fatti i rilievi sul campo per misurare la velocità del vento e la potenza elettrica producibile, si tratta di trasportare le pale eoliche e fermarle nel terreno. Il tempo di progettazione e costruzione di altre centrali (idroelettriche, termoelettriche, ecc.) è superiore a 4 anni. Tuttavia, la mancanza di una legge quadro o di un testo unico sulle energie eoliche, diversamente dall'energia solare, è considerata una delle cause della lenta diffusione della tecnologia rispetto all'estero.

## Parchi eolici italiani

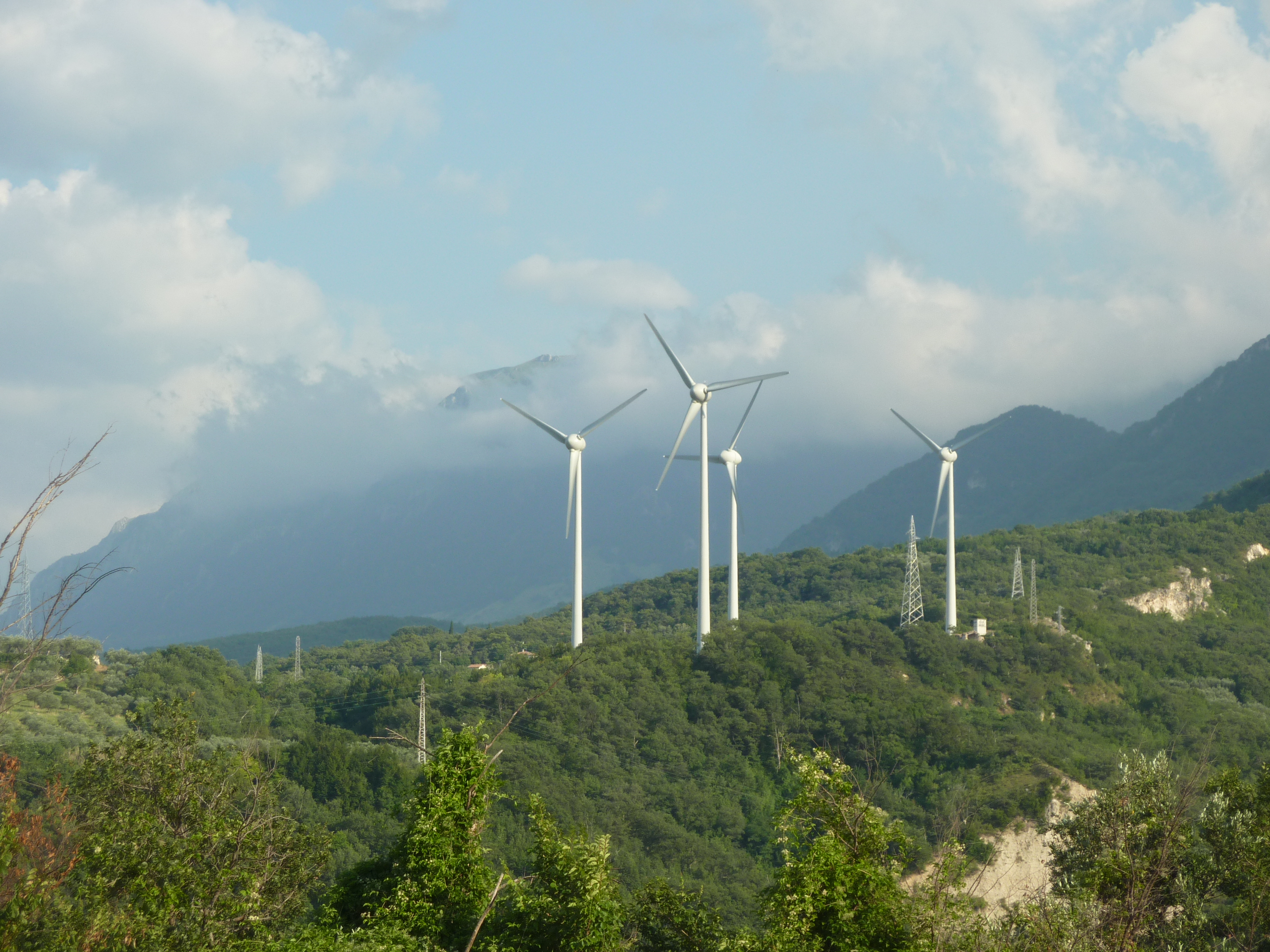
Tocco da Casauria (PE)

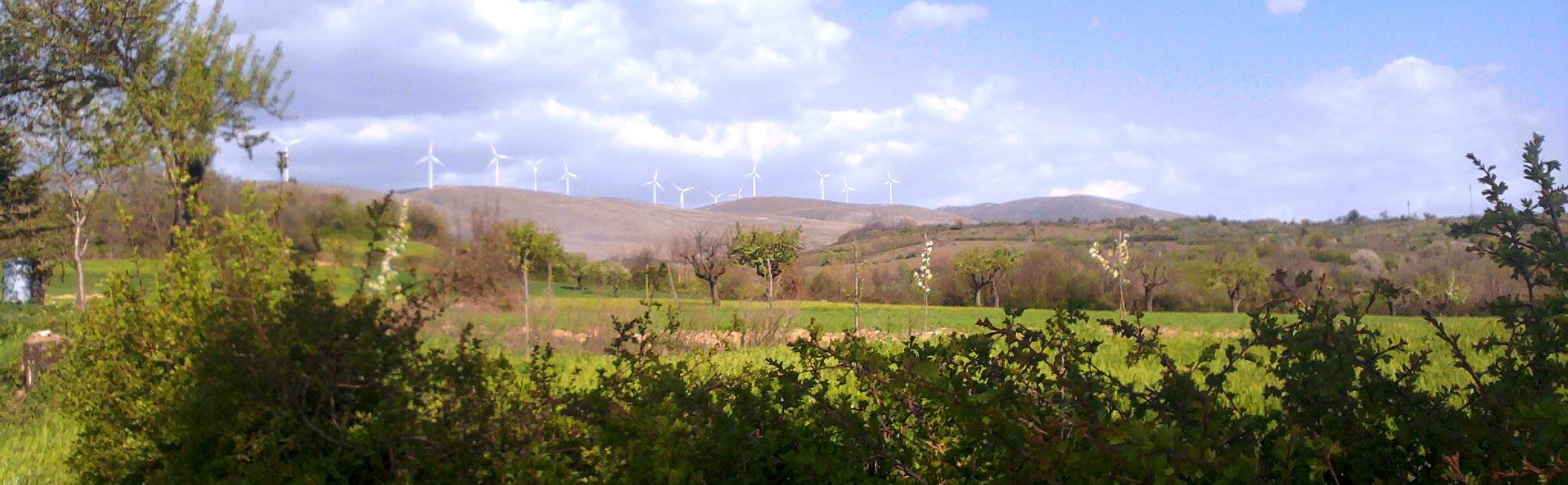
Collarmele (AQ)

Andiamo con ordine, partendo dai numeri: l'Italia è il quinto paese in Europa in termini di capacità eolica installata, con complessivi 11290 MW di impianti installati nel 2021, tutti quanti on shore, cioè a terra. Al momento, invece, sono solo 30 MW di installazioni offshore, ossia sul mare.
Una mappa dei parchi eolici in Italia è disponibile sul sito dell'ANEV.
Riportiamo qui sotto un elenco approssimativo:
- Abruzzo
  - Castiglione Messer Marino (CH), 44 aerogeneratori pari a 26,4 MW
  - Cocullo (AQ), 37 aerogeneratori pari a 31,45 MW
  - Collarmele (AQ), 5 aerogeneratori pari a 7,5 MW
  - Fraine (CH), 15 aerogeneratori pari a 9 MW
  - Montazzoli (CH), 16 aerogeneratori pari a 9,6 MW
  - Monteferrante (CH), 41 aerogeneratori pari a 24,6 MW
  - Roccaspinalveti (CH), 23 aerogeneratori pari a 13,8 MW
  - Roio del Sangro (CH), 10 aerogeneratori pari a 6 MW
  - Schiavi di Abruzzo (CH), 6 aerogeneratori pari a 14,65 MW
  - Tocco da Casauria (PE), 4 aerogeneratori pari a 3,2 MW (2010)

- Basilicata

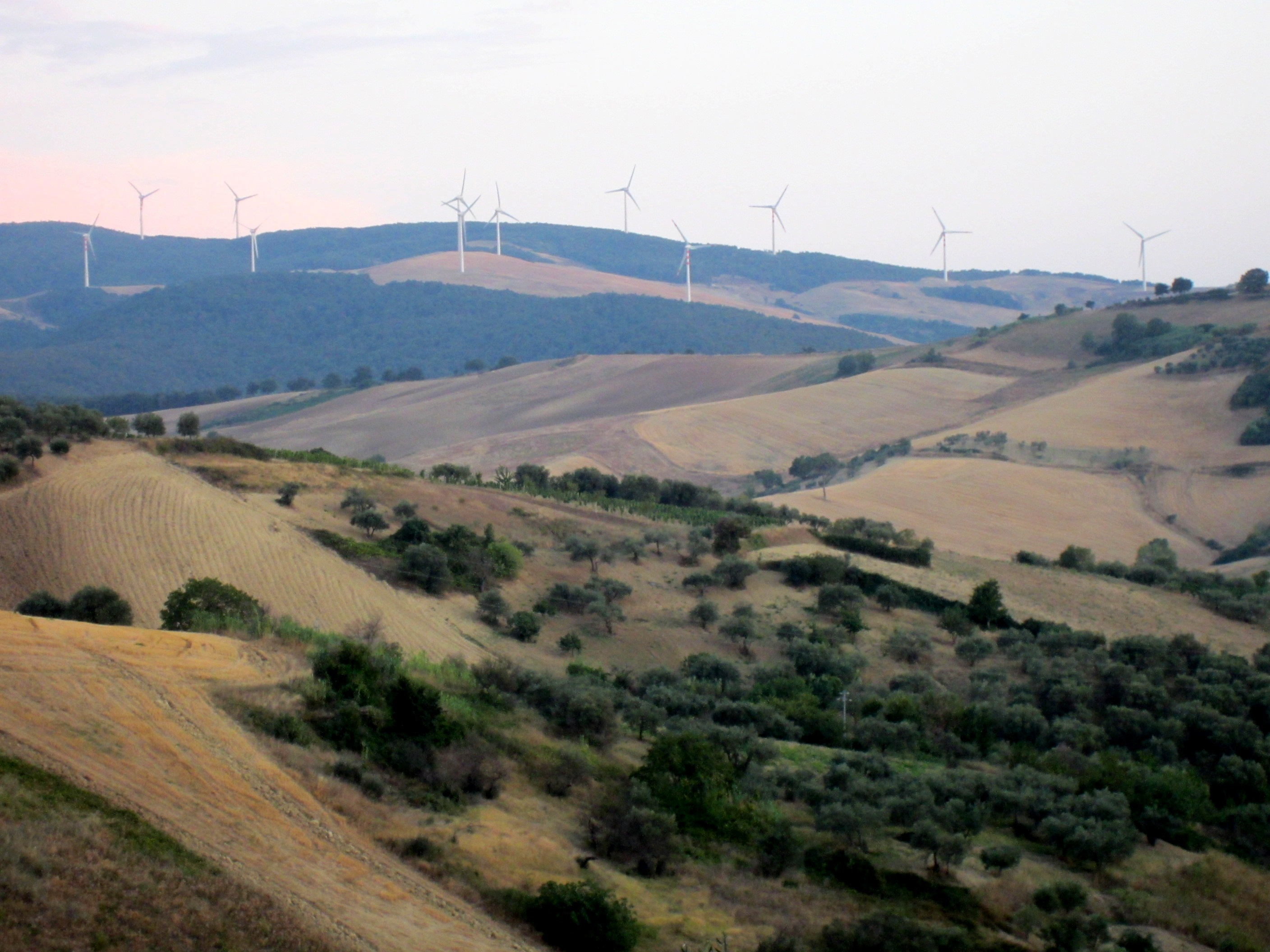
Ripacandida (PZ)

  - Brindisi Montagna (PZ), 1 aerogeneratore pari a 2 MW (Dicembre 2007)
  - Brindisi Montagna (PZ), 21 aerogeneratori pari a 42 MW (Novembre 2006)
  - Gorgoglione (MT), capacità totale 3,3 MW*
  - Grottole (MT), capacità totale 54 MW*, generati da 2 parchi
  - Lavello (PZ), Bando per la costruzione (Aprile 2011)
  - Matera (MT), Bando per la costruzione (Giugno 2013)
  - Montemurro (PZ), capacità totale 29,1 MW*
  - Ripacandida (PZ), 18 aerogeneratori pari a 36 MW (Marzo 2013) [4]
- Calabria
  - Cortale (CZ), 7 aerogeneratori (2006)
  - Cutro (KR), 23 aerogeneratori pari a 46 MW (in servizio da Dicembre 2012)
  - Melissa (KR), 16 aerogeneratori pari a 32 MW (Dicembre 2010)
  - Melissa e Strongoli (KR), 25 aerogeneratori pari a 50 MW (Dicembre 2009)
  - Isola Capo Rizzuto (KR), 48 aerogeneratori pari a 120 MW (Febbraio 2008)
  - Jacurso (CZ), 21 aerogeneratori pari a 42 MW (Novembre 2007)
  - Terranova da Sibari (CS), 6 aerogeneratori pari a 12 MW (Settembre 2007)
  - Tarsia (CS), 16 aerogeneratori pari a 32 MW (Settembre 2007)
  - San Pietro a Maida (CZ), 23 aerogeneratori pari a 46 MW (Dicembre 2007)
- Campania
  - Albanella (SA), 10 aerogeneratori pari a 8,5 MW
  - Ciorlano (CE), 10 aerogeneratori pari a 20 MW
  - Ricigliano (SA), capacità totale 36 MW*
  - Lacedonia (AV), capacità totale 40 MW
  - Bisaccia (AV), capacità totale 48 MW*
  - Andretta (AV), capacità totale 22 MW*
  - Scampitella (AV), capacità totale 32 MW
  -  Frigento. (AV), capacità totale 16 MW
  - Durazzano (BN), 7 aerogeneratori pari a 14 MW (Ottobre 2005)
  - Montefalcone di Val Fortore (BN), capacità totale 25,8 MW
  - San Giorgio la Molara (BN), capacità totale 19,8 MW
  - Foiano di Val Fortore (BN), capacità totale 5,4 MW
  - Baselice (BN), capacità totale 7,2 MW
  - Molinara (BN), capacità totale 14,4 MW
  - San Marco dei Cavoti (BN), capacità totale 11,4 MW
  - Collesannita (BN) 13 aerogeratori pari a 26 MW
- Emilia-Romagna
  - San Benedetto Val di Sambro (BO), 10 aerogeneratori pari a 3,5 MW
  - Casoni di Romagna (BO), 16 aerogeneratori pari a 12,8 MW
  - Albareto (PR), 10 aerogeneratori pari a 22,2 MW
  - Tornolo (PR), 5 aerogeneratori pari a 3 MW
- Lazio
  - Paliano (FR), 9 aerogeneratori, 18 MW tot.
  - Viticuso (FR), 12 aerogeneratori, 7,2 MW tot.
  - Piansano (VT), 21 aerogeneratori, 42 MW tot.
- Liguria
  - Rialto (SV), 3 aerogeneratori pari a 2.4 MW
  - Calice Ligure (SV) 3 aerogeneratori
  - Mele (GE) 1 aerogeneratore del tipo E101, prodotto da Enercon (3 MW)
- Lombardia
- Marche
  - Pergola (PU), 10  aerogeneratori pari a 25 MW
  - Serrapetrona (MC), 5 aerogeneratori pari a 10 MW [5]
- Molise[6]
  - San Martino in Pensilis (CB), 35 aerogeneratori pari  70 MW
  - Lucito (CB), 9 aerogeneratori pari a 59,4 MW
  - Ripabottoni (CB), 24 aerogeneratori pari a 15,84 MW
  - Acquaspruzza (CB), 2 aerogeneratori pari a 0,8 MW
  - Campolieto (CB), 21 aerogeneratori pari a 19,14 MW e 3 aerogeneratori pari a 2,55 MW
  - Civitacampomarano (CB), 5 aerogeneratori pari a 7,5 MW
  - Frosolone (IS), 21,3 MW, costruiti dall'Enel
  - Macchiagodena (IS), 19 aerogeneratori pari a 16,15 MW
  - Montarone (CB), 15,3 MW
  - Roccamandolfi (IS), 12 aerogeneratori pari a 10,2 MW
  - Vastogirardi (IS), 23 aerogeneratori pari a 19,55 MW
  - San Giovanni in Galdo (CB), 9 aerogeneratori pari a 13,5 MW
  - Macchia Valfortore (CB), 12 aerogeneratori pari a 10,2 MW
  - Monacilioni (CB), 23 aerogeneratori pari a 15,18 MW
  - Pietracatella (CB), 15 aerogeneratori pari a 9,9 MW
  - Sant'Elia a Pianisi (CB), 3 aerogeneratori pari a 1,98 MW
  - Rotello (CB), 21 aerogeneratori pari a 42 MW
  - Capracotta (IS), 13 aerogeneratori pari a 9,35 MW
  - Longano (IS), 14 aerogeneratori pari a 10,2 MW
- Piemonte
  - Colle San Bernardo (Garessio - CN), 5 aerogeneratori pari a 12,5 MW[7]

- Puglia

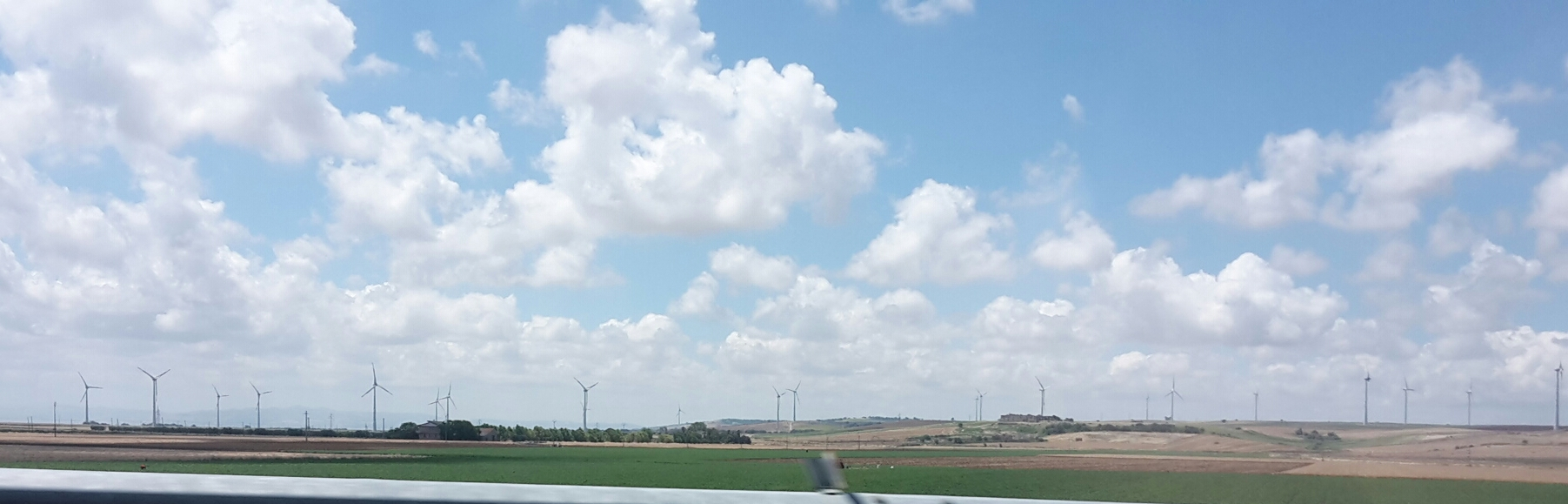
Un parco eolico situato in provincia di Foggia

  - Accadia (FG), 24 aerogeneratori pari a 15,9 MW
  - Lecce (LE), 18 aerogeneratori pari a 36 MW
  - Copertino (LE), 1 aerogeneratore pari a 0,9 MW
  - Sant'Agata di Puglia (FG), capacità totale 139 MW*, generati da 102 aerogeneratori
  - Minervino (BT), capacità totale 32 MW*, generati da 3 parchi
  - Villa Castelli (BR), 10 aerogeneratori, 20 MW
  - Taranto Primo parco offshore del Mediterraneo, da 10 aerogeneratori, 30 MW, Beleolico, inaugurato il 21 aprile 2022[8]

- Sardegna

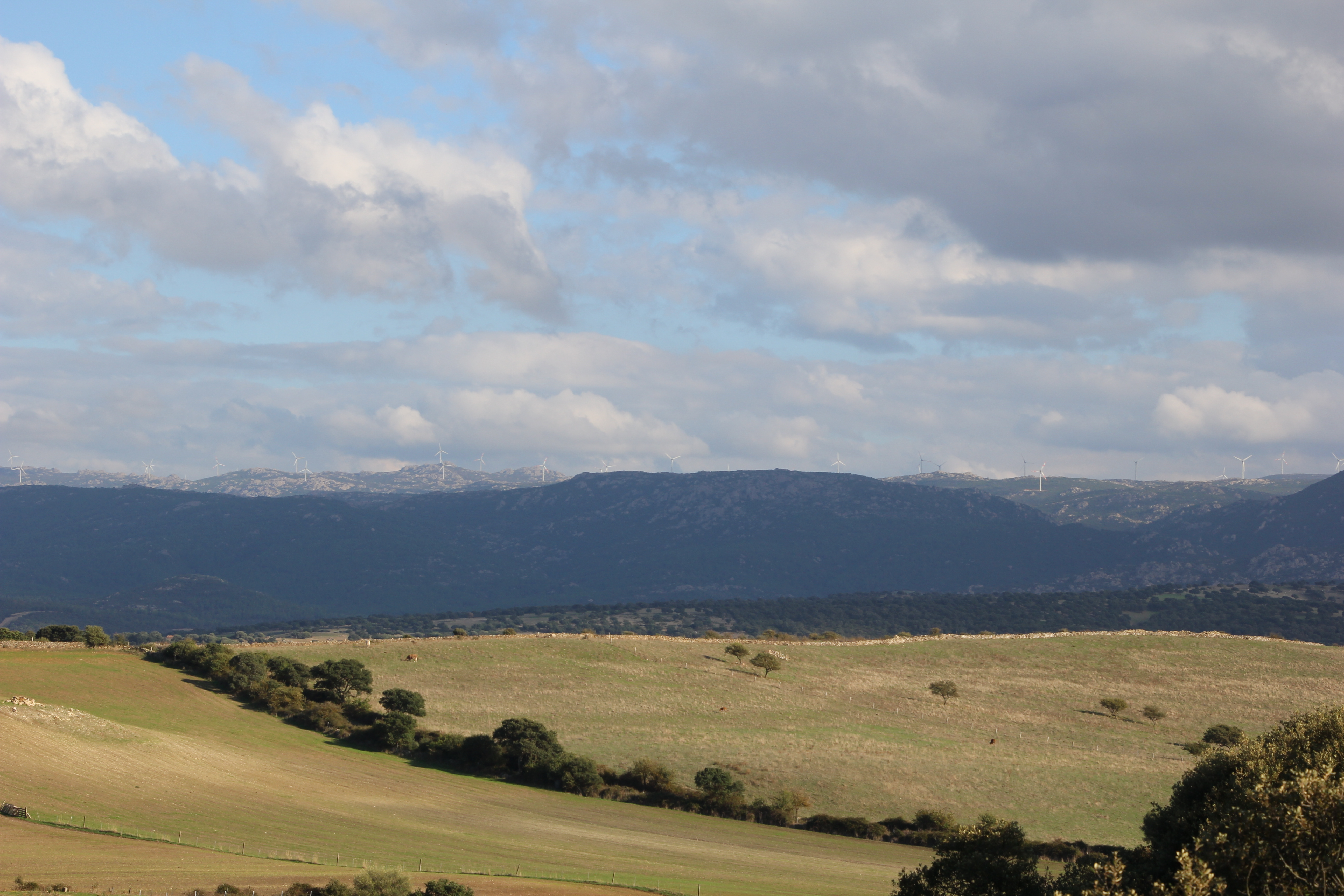
Il parco eolico di Buddusò e Alà dei Sardi

  - Monte Grighine nei comuni di Villaurbana/Siamanna/Mogorella (OR), 43 aerogeneratori pari a 98,9 MW
  - Buddusò - Alà dei Sardi (NU)[9]
  - Alta Nurra (SS), 7 aerogeneratori pari a 12,3 MW
  - Aggius/Viddalba/Bortigiadas (SS), 93 aerogeneratori pari a 67,8 MW
  - Ulassai (NU), 48 aerogeneratori pari a 96 MW (previsto aumento di 13 aerogeneratori)
  - Florinas (SS), 10 aerogeneratori pari a 20 MW (Febbraio 2004)
  - Nurri (SU), capacità totale 22,1 MW*
  - Nulvi - Tergu (SS), capacità totale 29,8 MW*
  - Monte Arci (OR), in fase di smantellamento e aggiornamento
  - Bonorva - Altopiano di Campeda (SS), 37 aerogeneratori pari a 74 MW
  - Tula località Sa turrina manna (SS), 68 aerogeneratori pari a 83,80 MW.
  - Bortigiadas (SS), 27 aerogeneratori pari a 17.82 MW
  - Ploaghe (SS), 32 aerogeneratori pari a 27.22 MW
  - Pianura di Campidano, capacità totale 70 MW*, generati da 3 parchi
  - Portoscuso (SU), 39 aerogeneratori da 2,3 MW ciascuno, potenza installata 90 MW (Enel Green Power).
- Sicilia
  - Camporeale (PA), 24 aerogeneratori, 204 MW totali
  - Agrigento, 124 aerogeneratori, 105 MW totali
  - Francofonte (SR), 24 aerogeneratori, 72 MW totali
  - Salemi (TP), 31 aerogeneratori, 62 MW totali
  - Rocca Rossa (PA), 28 aerogeneratori, 58 MW totali
  - Caltavuturo (PA), 56 aerogeneratori, 48 MW totali
  - Nicosia (EN), 55 aerogeneratori, 47 MW totali
  - Regalbuto (EN), 20 aerogeneratori, 50 MW totali
- Toscana

- Montecatini Val di Cecina (PI), 11 aerogeneratori pari a 16,5 MW
  - Montemignaio (AR), 3 aerogeneratori pari a 1,8 MW
  - Chianni (PI), 7 aerogeneratori pari a 5,95 MW
  - Pontedera (PI), 4 aerogeneratori pari a 8 MW (previsto ampliamento con 3 aerogeneratori)
  - Scansano (GR), 10 aerogeneratori pari a 20 MW (Dicembre 2006)
  - Lajatico (PI), 10 aerogeneratori pari a 20 MW (autorizzato/non realizzato)
  - Firenzuola (FI), 17 aerogeneratori pari a 13,6 MW, attivo da Novembre 2012
  - Santa Luce (PI), 13 aerogeneratori pari a 23,4 MW, attivo da Dicembre 2012
  - Santa Luce/Chianni (PI), 6 aerogeneratori pari a 18 MW (autorizzato/non realizzato)
  - Riparbella (PI), 10 aerogeneratori pari a 20 MW, attivo da Novembre 2012
  - Zeri (MS), 5 aerogeneratori pari a 10 MW, attivo da Dicembre 2013
  - Piombino (LI), 6 aerogeneratori pari a 18 MW
  - Campiglia Marittima(LI), 8 aerogeneratori pari a 57,6MW (in progetto)
- Umbria
  - Fossato di Vico (PG), 2 aerogeneratori, 1,5 MW totali
- Valle d'Aosta
  - Saint-Denis (AO), 3 aerogeneratori, 2,55 MW totali (Saint-Denis Vento S.r.l.)  impresavda.blogspot.it,  https://impresavda.blogspot.it/2012/04/eolico-in-valle-daosta-limpianto-di-cva.html.
- Veneto
  - Badia Calavena (VR), 1 aerogeneratore, 1,35 MW totali[10]
  - Rivoli Veronese (VR), 4 aerogeneratori, 8 MW totali[11]